# サーブ 32 ランセン
サーブ 32 ランセン
- 用途：攻撃機、全天候型戦闘機、偵察機
- 製造者：SAAB社
- 運用者： スウェーデン（スウェーデン空軍）
- 初飛行：1952年11月3日
- 生産数：450機
- 退役：1997年
- 運用状況：退役

サーブ 32 ランセン（SAAB 32 Lansen、スウェーデン語で槍）はスウェーデンのサーブ社によって開発された複座の軍用機。1955年から1960年にかけて約450機が生産された。

## 概要
ランセンは設計の一部にコンピュータが使用された最初の航空機の一つで、本機では翼の強度計算にスウェーデン初の真空管式コンピュータであるBESKが用いられた。また、浅降下時に音速を達成した初のスウェーデン製航空機でもある。
A 32Aは20mm機関銃4門を備えているのに対し、J 32Bは30mm機関砲4門を装備している。A 32Aの主武装は空対艦ミサイルRb 04Cで、これは西側で実用化された対艦ミサイルとしては最初期のものである。
ランセンシリーズとしては、対地・対艦攻撃機A 32A、全天候型戦闘機J 32B、偵察機S 32Cなどがある。このうち一部の機は後に標的曳航機J 32Dや電子戦機J 32Eに改修されて使用された。ランセンに練習機は存在しないが、一部の機には後席に簡易操縦装置がついているものも存在する。

## 派生型
A 32A
対地・対艦攻撃機
J 32B
全天候型戦闘機
S 32C
偵察機
J 32D
標的曳航機
J 32E
電子戦機

## 要目

### サーブ 32 ランセン
- 乗員：2名

寸法
- 全長：14.94 m（49.0 ft）
- 全幅：13.0 m (42.8 ft)
- 全高：4.65 m（15.3 ft）
- 翼面積：37.4 m2（402.6 ft2）

重量
- 空虚重量：7,500 kg（16,535 lb）
- 最大離陸重量：13,500 kg （29,760 lb）

動力
- エンジン
  - スヴェンスカ・フリグモーター RM5A軸流式ターボジェットエンジン×1基・推力6,500 lbf (29 kN)　(J32A)
  - スヴェンスカ・フリグモーター RM6A軸流式ターボジェットエンジン×1基・推力15,000 lbf（66.72 kN）(J32B)

性能
- 最大速度：11,000m で 990km/h （36,000ft で 615mph）
- 航続距離：A型：1850 km　B型2,000 km （1240 mi）
- 実用上昇限度：15,000 m （49,200 ft）
- 上昇率：100 m/s （19,685 ft/min）

武装
- 固定武装：ボフォースM/49機関砲×4門(J39A)
- 固定武装：アデン 30mm機関砲 × 4門各90発(J39B)
- 空対艦ミサイル：Rb 04空対艦ミサイル×4発(J39A)
- 空対空ミサイル：AIM-9D サイドワインダー×4発またはRb24空対空ミサイル×4発
- 対地攻撃兵装：75mm空対空ロケットポッド×4基
- 爆弾：600kg×3発
- アビオニクス：PS-432/Aレーダー
- カメラ：2台のSKa17カメラ×2台とSKa18カメラ×4台(J32C)

出典:Green, W; Swanborough, G (2001). The great book of fighters. MBI Publishing. ISBN 0-7603-1194-3